# Oh, What It Seemed to Be
Oh, What It Seemed to Be ist ein Popsong, den George David Weiss, Bennie Benjamin  und Frankie Carle
verfassten und 1945 veröffentlichten. Der Song gehörte zu den Erfolgstiteln des Jahres 1946 und wurde in dem Jahr von 17 bekannten Bands, Sängern und Combos eingespielt.

## Hintergrund
Oh, What It Seemed to Be entstand Ende 1945 in der Zusammenarbeit von Frankie Carle mit den Songwritern Ben Benjamin und George Weiss.

## Erste Aufnahmen und spätere Coverversionen
Der Bandleader Frankie Carle hatte mit der Ballade Oh, What It Seemed to Be (Columbia 36892) einen Nummer-eins-Hit in den USA; die Bandvokalistin war seine Tochter Marjorie Hughes. Mit Rumors Are Flying (ebenfalls von Weiss/Benjamin) und Surrender setzte Carle dann seine Charterfolge 1946 fort. Oh What It Seemed to Be wurde Carles Erkennungsmelodie.
Johnny Mercer trat im April 1946 im Duo mit Joan Edwards in der Radiosendung Your Hit Parade auf; auch Frank Sinatra war mit seiner Version des Songs (Columbia 36905, mit dem Studioorchester von Axel Stordahl) erfolgreich. Zu den Musikern, die den Song ab 1945 in den Vereinigten Staaten coverten, gehörten die Orchester von George Paxton, Charlie Spivak (Victor, mit Jimmy Saunders, Gesang), Les Brown (mit Doris Day), Buddy Rich (mit Dorothy Reid), Bob Crosby, Harry James (mit Buddy DeVito), Woody Herman, Erskine Hawkins (mit Jimmy Mitchell), Paul Whiteman (mit Martha Tilton), ferner Jo Stafford/Carl Kress und Dinah Shore. 1945 wurde der Song in Zürich von Ernst Höllerhagen, 1946 in Hilversum von Jan de Vries & The Decca Melodians und in Prag von Kamil Běhounek (mit Eva Janotova) eingespielt.
Der Diskograf Tom Lord listet im Bereich des Jazz insgesamt 22 (Stand 2016) Coverversionen, u. a. auch von Jackie Gleason, Mat Mathews, Bill Cyrils, Jim Cullum, Ray Anthony sowie von Fabrizio Bosso/Gianni Basso.